# Michael Friedrich von Althann
Michael Friedrich von Althann (né le 20 juillet 1682 à Glatz en royaume de Bohême, et mort le 20 juin 1734 à Vác) est un cardinal bohémien-hongrois du XVIIIe siècle.

## Biographie
Althan est chanoine au chapitre cathédrale de Prague, Breslau et Olomouc. Il est ensuite prévôt de la chapelle royale Omnium Sanctorum à Prague et de la SS. Cosmae et Damiani Boleslaviae à Prague et abbé de SS. Petri et Pauli de Tapolcza dans l'archidiocèse d'Eger. Il est auditeur à la Rote romaine en 1713 et est élu évêque de Vác en 1718.
Le pape Clément XI le crée cardinal lors du consistoire du 29 novembre 1719. Il participe au conclave de 1721, lors duquel Innocent XIII est élu pape. C'est lui qui présente le véto de l'empereur d'Autriche contre l'élection  du cardinal Fabrizio Paolucci. Il est vice-roi du royaume de Naples en 1722-1728. Althann ne participe pas au conclave de 1724, lors duquel Benoît XIII est élu, mais participe à celui de 1730 (élection de Clément XII). Althan est camerlingue du Sacré Collège en 1729 et 1730.